# Trifolium longidentatum
Trifolium longidentatum är en ärtväxtart som beskrevs av Nábelek. Trifolium longidentatum ingår i släktet klövrar, och familjen ärtväxter. Inga underarter finns listade i Catalogue of Life.